# Chahat Pandey
Chahat Mani Pandey est une actrice de télévision indienne qui a interprété les rôles principaux de Pakhi Parekh dans Hamari Bahu Silk, Durga Aneja dans Durga – Mata Ki Chhaya et Mahua/Krishna dans Nath .Pandey était candidate à l'émission de téléréalité indienne Bigg Boss 18, où elle a terminé à la 8e place.

## Vie personnelle
Chahat Pandey est née et a grandi dans le village de Chandi Chopra, Damoh, Madhya Pradesh. Sa mère est Bhavna Pandey. Elle a étudié à Chandi Chopra jusqu'à la 5e année. Son père est mort quand elle était jeune. Elle a terminé la 10e année de l'école Adarsh à Jabalpur Naka et la 12e année à l'école JPB, toutes deux dans le district de Damoh. Elle a également suivi une formation d'actrice à Indore avec le groupe Balaji. Elle a déménagé à Mumbai pour poursuivre sa carrière d'actrice,,.

## Carrière
Pandey a fait ses débuts en 2016 dans le feuilleton télévisé Pavitra Bandhan, où elle a interprété Mishti Roy Choudhary, la fille cadette du personnage principal Girish, qui revient d'un séjour en Amérique. Elle a également eu des rôles épisodiques dans la série policière Savdhaan India. En 2017, Pandey a figuré dans la bande-annonce du feuilleton RadhaKrishn dans le rôle du personnage principal Radha, mais a ensuite été remplacée par Mallika Singh,.
Pandey a joué le rôle principal de Pakhi Parekh dans la série télévisée Hamari Bahu Silk de 2019, où elle a joué le rôle d'une artiste vocale qui double pour une actrice qui joue dans un certain nombre de films sensuels mais qui a une voix rauque dans la vraie vie.En février 2020, lors du tournage d'un épisode de Mere Sai - Shraddha Aur Saburi, Pandey a été brièvement blessée et hospitalisée lorsqu'elle a marché sur un morceau de verre alors qu'elle était pieds nus,.Elle a interprété le personnage principal Durga Aneja, un enfant doté de dons divins né avec les bienfaits de la déesse Durga, dans la série télévisée Durga – Mata Ki Chhaya diffusée sur Star Bharat de décembre 2020 à mars 2021.D'août 2021 à octobre 2024, Pandey a joué dans l'émission Nath de Dangal TV dans le rôle de Mahua face à Arjit Taneja, Mishra et Ankit Gera dans sa première saison Nath : Zevar Ya Zanjeer et la fille de Mahua, Krishna, face à Arjun Singh Dalal dans sa deuxième saison Nath : Krishna Aur. Gauri Ki Kahani.Depuis octobre 2024, elle est candidate à Bigg Boss 18.